# Comuna Cănești, Buzău
Cănești este o comună în județul Buzău, Muntenia, România, formată din satele Cănești (reședința), Gonțești, Negoșina, Păcurile, Șuchea și Valea Verzei.

## Așezare
Comuna se află în zona înaltă de deal din Subcarpații de Curbură, în valea Sărățelului. Comuna este străbătută de șoseaua județeană DJ102F, care urmează cursul râului Sărățelul și o leagă spre nord de Mânzălești și spre sud de Berca (de unde DN10 duce mai departe spre Buzău).

## Demografie
Componența etnică a comunei Cănești
     Români (95,83%)
     Alte etnii (0%)
     Necunoscută (4,17%)
Componența confesională a comunei Cănești
     Ortodocși (94,86%)
     Alte religii (0,64%)
     Necunoscută (4,49%)
Conform recensământului efectuat în 2021, populația comunei Cănești se ridică la 623 de locuitori, în scădere față de recensământul anterior din 2011, când fuseseră înregistrați 898 de locuitori. Majoritatea locuitorilor sunt români (95,83%), iar pentru 4,17% nu se cunoaște apartenența etnică. Din punct de vedere confesional, majoritatea locuitorilor sunt ortodocși (94,86%), iar pentru 4,49% nu se cunoaște apartenența confesională.

## Politică și administrație
Comuna Cănești este administrată de un primar și un consiliu local compus din 9 consilieri. Primarul, Marin Stoica[*], de la Partidul Social Democrat, este în funcție din 2000. Începând cu alegerile locale din 2024, consiliul local are următoarea componență pe partide politice:
|  | Partid                    | Consilieri | Componența Consiliului | Componența Consiliului | Componența Consiliului | Componența Consiliului | Componența Consiliului | Componența Consiliului | Componența Consiliului |
|  | ------------------------- | ---------- | ---------------------- | ---------------------- | ---------------------- | ---------------------- | ---------------------- | ---------------------- | ---------------------- |
|  | Partidul Social Democrat  | 7          |                        |                        |                        |                        |                        |                        |                        |
|  | Partidul Național Liberal | 1          |                        |                        |                        |                        |                        |                        |                        |
|  | Alianța Dreapta Unită     | 1          |                        |                        |                        |                        |                        |                        |                        |

## Istorie
Comuna Cănești este o așezare străveche atestată de un hrisov al lui Matei Basarab, descendent din Craiovești și înrudit cu Neagoe Basarab (1632 - 1654), datat din anul 1643. Tradiția spune că satul ar fi fost întemeiat de un grup de țărani răsculați din Vintilă Vodă, pedepsiți de Judecătoria domnească cu alungarea din sat. La sfârșitul secolului al XIX-lea, comuna era arondată plaiului Pârscov din județul Buzău, și era formată din satele Glodu, Gonțești, Negoșina, Păcurile, Pârlita, Poenari, Pletari, Șuchea și Valea Verzei, totalizând 1570 de locuitori. Satul Cănești era în acel moment pe cale de dispariție, din cauza unei alunecări de teren care îi obligase pe localnici să se mute în cătunul Pârlita (care mai târziu avea să-și ia el însuși numele de Cănești). În comună funcționau 5 biserici și o școală cu 35 de elevi (din care 3 fete). În 1925, comuna era alcătuită din aceleași sate, inclusă în plasa Sărățelu din același județ și avea 2451 de locuitori.
În 1950, a fost inclusă în raionul Cărpiniștea al regiunii Buzău, și apoi (după 1952) în raionul Buzău din regiunea Ploiești. În 1968, comuna a revenit la județul Buzău, reînființat și având actuala componență, după ce satele Glodu-Petcari și Poiana Pletari au fost transferate comunei Chiliile.

## Monumente istorice
Unicul obiectiv din comuna Cănești inclus pe lista monumentelor istorice din județul Buzău, este situl arheologic de interes local din zona „Valea Largă” de lângă satul Șuchea. El cuprinde o așezare din Epoca Bronzului, aparținând culturii Monteoru (mileniile al III-lea–al II-lea î.e.n.).